# Pfaffenleitnkopf
De Pfaffenleitnkopf is een berg in de deelstaat Salzburg, Oostenrijk. De berg heeft een hoogte van 2.370 meter. 
De Pfaffenleitnkopf is onderdeel van het Tennengebergte.